# C-nøgle
C-nøglen viser hvor nøglehuls-c'et ligger, den kan anbringes på alle fem nodelinjer. Den ligger dermed ikke fast som fx f- og g-nøglen. Tidligere har man anvendt alle fem positioner, men i dag bruges kun to – alt-nøglen (også kaldet bractch-nøglen) og tenor-nøglen

## Typer af c-nøgler

### Sopran-nøgle
Sopran-nøglen placerer nøglehuls-c'et på den nederste af nodesystemets fem linjer. Det betyder at man kan angive toner fra lille h til tostreget e (e'' ) uden hjælpelinjer.
Soprannøglen blev tidligere anvendt til vokalmusik, men er nu helt afløst af g-nøglen. 

### Mezzosopran-nøgle
Mezzosopran-nøglen placerer nøglehuls-c'et på den næstnederste linje. Det betyder at man kan angive toner fra lille g til tostreget c (c'' ) uden hjælpelinjer. Den er som sopran-nøglen anvendt i vokalmusik og nu afløst af g-nøglen.

### Alt- eller bratsch-nøgle
Alt-nøglen er en af de to c-nøgler der stadig anvendes. Den benyttes til bratsch-stemmer, og kaldes derfor også for bratsch-nøgle. Den placerer nøglehuls-c'et på den midterste nodelinje og kan derved vise toner fra lille e til enstreget a (a') uden hjælpelinjer. Den har tidligere været brugt i vokalmusik, hvor den er afløst af g-nøglen (evt. en oktaveret g-nøgle).

### Tenor-nøgle
Tenor-nøglen er den anden af de to c-nøgler der stadig anvendes. Den benyttes – sammen med f-nøglen og evt. g-nøglen – til orkesterinstrumenter som fagot, cello, euphonium, kontrabas og basun.
Den placerer nøglehuls-c'et på den næstøverste nodelinje og kan derved vise toner fra lille c til enstreget f (f') uden hjælpelinjer. Som de andre c-nøgler har tenor-nøglen også været brugt i vokalmusik, hvor den er afløst af en oktaveret g-nøgle.

### Baryton-nøgle
Baryton-nøglen placerer nøglehuls-c'et på den øverste nodelinje og kan derved vise toner fra store A til enstreget d (d') uden hjælpelinjer. Den har kun sjældent været brugt, da den er helt identisk med en barytonudgave af f-nøglen (hvor f placeres på midterste nodelinje). I dag er både f- og c-udgaven af barytonnøglen erstattet med den almindelige f-nøgle.